# ダリオ・クネジェヴィッチ
ダリオ・クネジェヴィッチ（Dario Knežević, 1982年4月20日 - ）は、クロアチア・リエカ出身の元同国代表サッカー選手。現役時代のポジションはディフェンダー。

## 経歴
ユーゴスラビア社会主義連邦共和国の構成国であるクロアチア社会主義共和国のリエカ出身。2001年にプルヴァHNL所属のHNKリエカで選手経歴をスタートし、2006年8月に3年契約でイタリアのASリヴォルノ・カルチョへ移籍した。同年10月25日のインテル・ミラノ戦でセリエAデビューを飾り、2007年4月18日のカリアリ・カルチョ戦で初得点を決めた。しかし2007-08シーズンにセリエBへ降格する事になると、2008年6月30日、ユヴェントスFCと75万ユーロの金額で1年間の長期レンタル契約を結んだ。なおレンタル期間終了後の買取金額は160万ユーロのオプション付きだった。しかしユヴェントスではリーグ戦4試合の出場に留まり、2009年6月15日に古巣のASリヴォルノ・カルチョに復帰した。
2012年6月に古巣のHNKリエカに復帰。2015年9月21日、クラブとの双方合意に基づき契約を解除した。
クロアチア代表としては2006年にデビュー。同年2月1日に敵地で行われた香港との親善試合にて代表初得点を決めた。2006年にドイツで行われた2006 FIFAワールドカップでは代表メンバーからは落選したが、EURO2008予選ではレギュラーに定着し、2008年の本大会メンバーに選ばれた。初戦のオーストリア戦と第2戦のドイツ戦では途中交代で出場し、最終戦のポーランド戦ではスタメンに名を連ねたが、25分に左膝を負傷しピッチから退いた。

## タイトル
リエカ
- フルヴァツキ・ノゴメトニ・クプ : 2005, 2006, 2014
- フルヴァツキ・ノゴメトニ・スーペルクプ : 2005